# Condado de Cherokee (Iowa)
O Condado de Cherokee é um dos 99 condados do estado norte-americano do Iowa. A sede do condado é Cherokee, que é também a sua maior cidade. O condado tem uma área de 1494 km² (dos quais 0 km² estão cobertos por água), uma população de 13 035 habitantes, e uma densidade populacional de 9 hab/km² (segundo o censo nacional de 2000). O condado foi fundado em 1851 e o seu nome provém da tribo ameríndia Cherokee.